# Umberto Bellotto

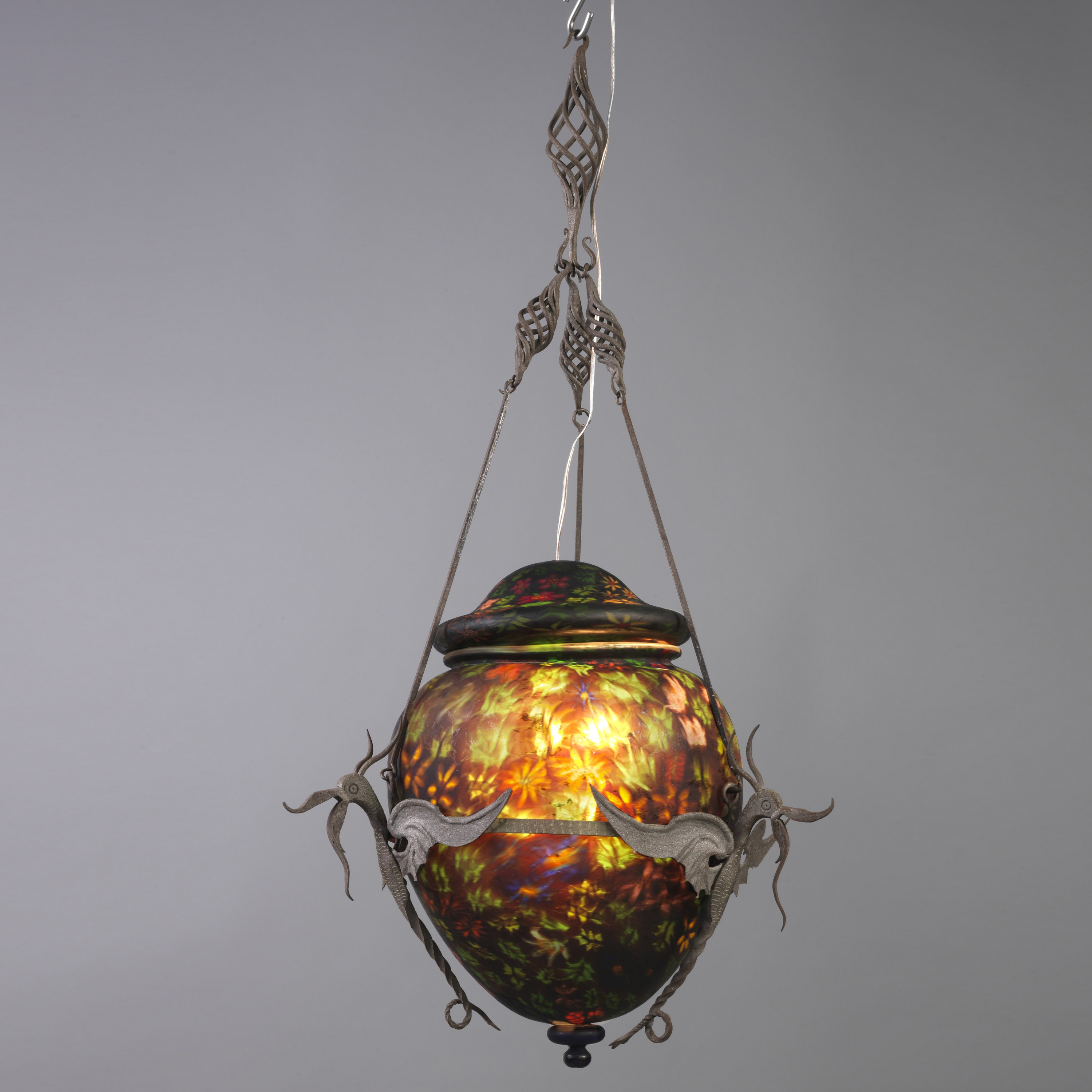
Umberto Bellotto, Lampadario, 1914-1920, ferro battuto, vetro e smalto, New York, Cooper Hewitt, Smithsonian Design Museum

Umberto Bellotto (Venezia, 5 marzo 1882 – Venezia, 1940) è stato un artigiano del ferro e del vetro italiano.

## Biografia

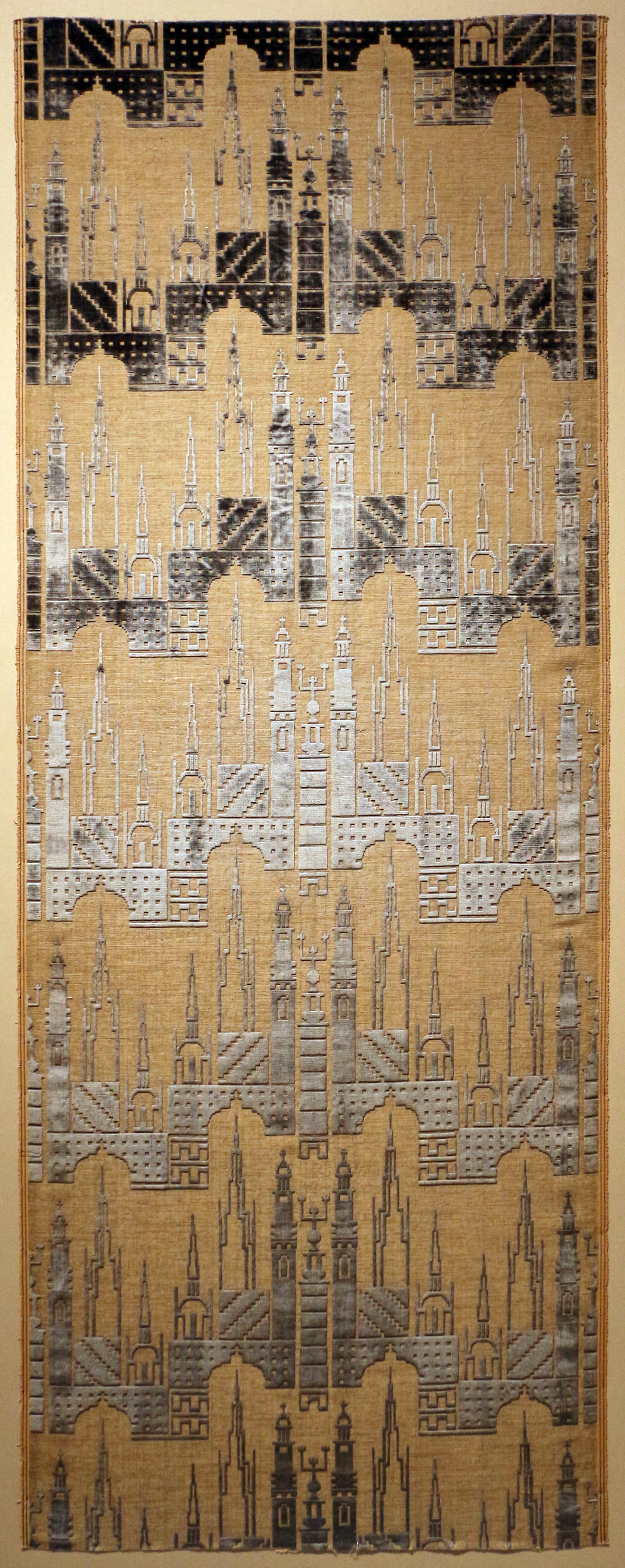
Guido Cadorin e Umberto Bellotto, tessuto da tappezzeria, 1930-1939, sta, cotone e filo metallico, Chicago, Art Institute

Umberto Bellotto iniziò a lavorare nella bottega ferriera paterna, ereditata a 19 anni. Fu il primo ad unire l'arte millenaria vetraia veneziana con quella del ferro battuto, infatti assieme al poliedrico artista Cesare Laurienti, nel 1910 inventò e brevettò una tecnica per "connubi in ferro e vetro". Oltre a questi materiali che lo resero più noto Bellotto si cimento anche nei tessuti e nella ceramica. 
Sin dai primi anni del Novecento collaborò con vari artisti – Cesare Laurenti, Vittorio Zecchin, Guido Marussig o Guido Cadorin – vetrerie storiche di Murano – Pauly & C. - Compagnia Venezia Murano, Barovier & Toso e Venini – e numerosi architetti – Ferruccio Chemello, Giovanni Sicher, Domenico Rupolo, Ambrogio Narduzzi, Giulio Alessandri, Giovanni Sardi, Massimiliano Ongaro – nella realizzazione sia di opere sia riproducibili e destinate al commercio, sia con opere appositamente dedicate a complemento delle architetture o arredi.
Già nel 1902 eseguì a Venezia lavori impegnativi come gli interni dell’Albergo della Gondola, e l’anno successivo le cancellate del Caffè Restaurant della Biennale di Venezia. Nel 1905 iniziò la collaborazione con Cesare Laurenti: nel salone dell'Hotel dello Storione a Padova i suoi parapetti e ringhiere andavano a integrarsi illusionisticamente con i dipinti e gli stucchi del pittore; con l'abbattimento dell'edificio nel 1962 sono sopravvissuti solo alcuni lacerti del Laurenti depositati nei Musei Civici della città.

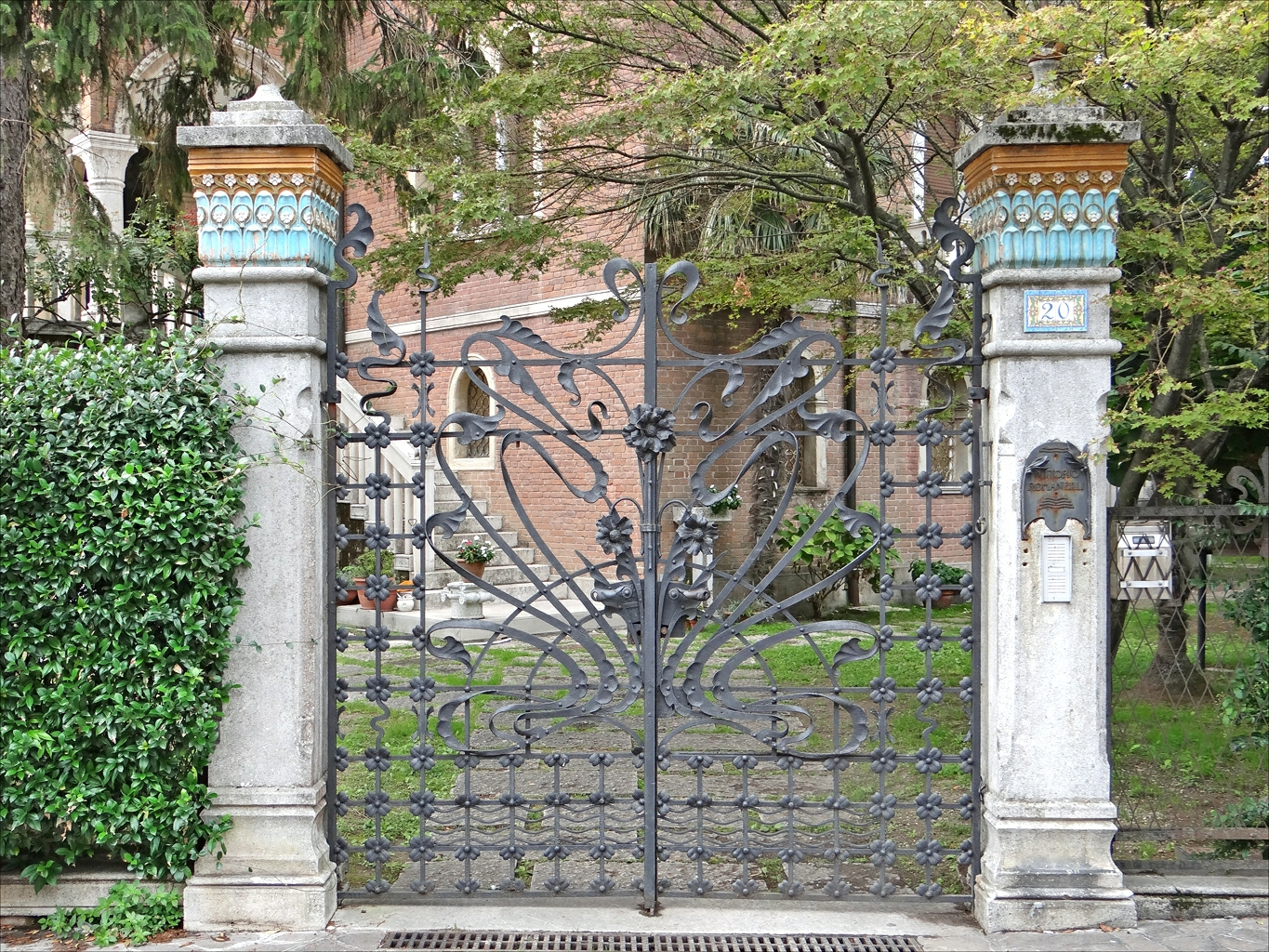
Umberto Bellotto, Cancello, 1906, ferro battuto, Lido di Venezia, Viila Romanelli

Nello stesso periodo ebbe inizio la sua collaborazione con gli architetti attivi al Lido di Venezia nella realizzazione di nuove ville e alberghi che caratterizzano lo sviluppo dell'insediamento nella prima metà del Novecento. Dalla Villa Otello, costruita nel 1905 da Domenico Rupolo, dal Villino Gemma, finito nel 1906 su progetto di Massimiliano Ongaro e dalla Villa Romanelli e quella dei Padri Armeni sempre del Rupolo o ancora la Villa Maria Antonietta al Lido in via Sandro Gallo, probabilmente di Giovanni Sicher o la Villa Adele di Giulio Alessandri, all’Albergo Excelsior di Giovanni Sardi nel 1907 e 1908. Oltre a queste opere documentate sono immaginabili numerosi altri interventi del Bellotto al Lido.
Entro il 1907 collaborò con Rupolo e Laurenti nel progetto neomedievale della nuova Pescaria di Rialto eseguendo i corpi illuminanti perimetrali e quelli interni oltre all'elaborato portone inferro sotto la scala esterna recante la scritta Piscis primum a capite foetet (il pesce inizia a puzzare dalla testa).
Negli stessi anni realizzò diversi lavori a Venezia come nel 1908 le inferriate della Casa Kress in campo San Zaccaria, progetto di Ambrogio Narduzzi, quelle della neoromanica Casa Nardi in corte dell'Albero costruita dall'Alessandri (1911), la balaustrata in ferro, originariamente dorato, del padiglione francese alla Biennale e la porta in ferro battuto per la casa dei fratelli Bortoluzzi in rio Marin (1912). Tra il 1911 e il 1919, con la lunga interruzione della guerra in cui Bellotto combatté come soldato semplice, realizzò le grate inferriate e le lampade per gli interni del palazzo della Banca d'Italia a Venezia; dopo gli ammodernamenti del 1968 solo il portone esterno con la sua rosta sopravvive. Si ricorda inoltre il cospicuo intervento del Bellotto al Teatro Italia del Sardi dove realizzò nel 2016 le lunette della facciate e all'interno le ringhiere delle scale e della balconata, unici elementi completamente ancora integri dell'apparato decorativo eseguito assieme ai pittori Guido Marusigg e Alessandro Pomi

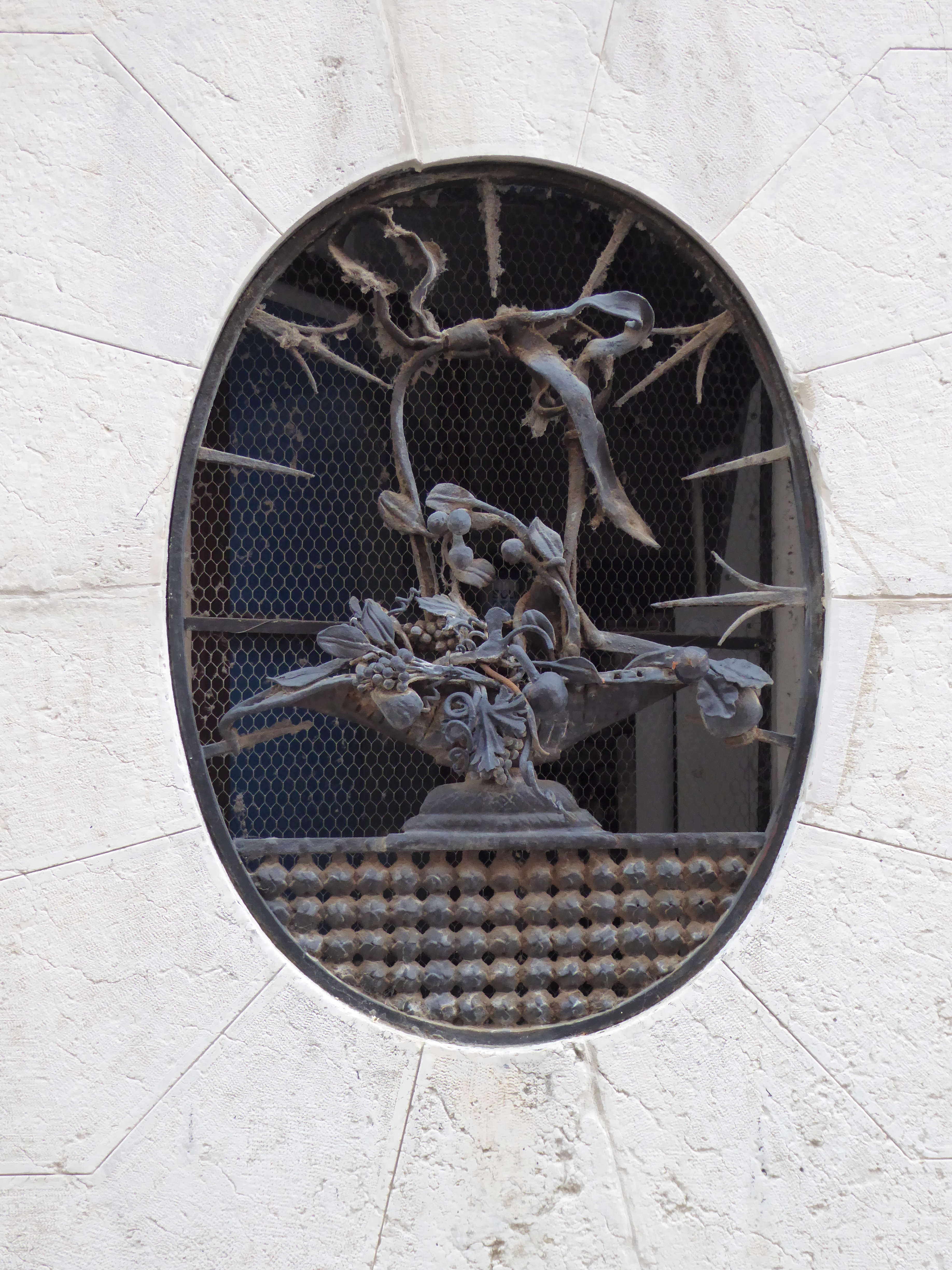
Umberto Bellotto, Cesto con fiori, 1919 circa, ferro battuto, Venezia, Casa Bellotto a Sant'Antonin

Il suo definitivo riconoscimento si ebbe con la sua partecipazione alla Biennale di Venezia nel 1914 con una mostra personale presentata da Antonio Fradeletto. Seguirono altre su partecipazioni alla mostra nel 1920, 1922, 1924; dal 1923 partecipò alla prime tre edizioni del biennale di Monza; nel 1927, sempre a Monza, espose per la Pauly & C. - Compagnia Venezia Murano una personale di opere dalle forme déco di derivazione cubista a sfere sovrapposte, a coni, in cui il vetro di base era cristallo puro o a bolle regolarmente disposte.
Il successo gli consentì di realizzare una propria casa con studio, laboratorio e area espositiva in salizada Sant'Antonin di cui sono ancora visibili gli ornati in ferro verso l'esterno; gli ambienti erano arredati con mobilie progettati appositamente dallo stesso Bellotto e dall'architetto Duilio Torres.
Tra le altre sue opere più note i complementi per l'Ossario del Pasubio, (1926) progettato da Ferruccio Chemello, il Salone dei cancelli di Castello Bolognini, la cancellata della tomba di Dante Alighieri a Ravenna.
Tra il 1925 e il 1929 Bellotto fu molto attivo anche a Romavenne chiamato a Roma dal conterraneo Giovanni Giuriati, allora ministro per i lavori pubblici per arredare gli ambienti del suo ministero. A questa commissione seguirono anche gli incarichi per il ministero di Grazia e Giustizia e della Marina. Altri incarichi pubblici lo portarono in Egitto e in Libia, ma causa di una grave malattia dovette abbandonarli nel 1934.
Negli ultimi anni di vita riuscì comunque ad arredare il locale "El Barcarol" (1937-1938) in salizada Sant'Antonin, vicino a casa e all'"Osteria dell'Elefante" che aveva realizzato all'inizi degli anni venti.
Bellotto mori nel 1940 e da allora con la dispersione delle sue opere si è avviato un progressivo oblio interrotto solo nel 1987 con il saggio di Dal Canton. Nell'edizione della Biennale del 1995 venne dedicata all'artista un'esposizione retrospettiva di cinque opere.